# Chahār Cherīk
Chahār Cherīk (persiska: چهار چريک) är en ort i Iran.   Den ligger i provinsen Markazi, i den centrala delen av landet, 290 km sydväst om huvudstaden Teheran. Chahār Cherīk ligger 2 249 meter över havet och antalet invånare är 288.
Terrängen runt Chahār Cherīk är huvudsakligen kuperad, men den allra närmaste omgivningen är platt. Runt Chahār Cherīk är det ganska tätbefolkat, med 54 invånare per kvadratkilometer. Närmaste större samhälle är Hendūdūr, 17,0 km sydost om Chahār Cherīk. Trakten runt Chahār Cherīk består i huvudsak av gräsmarker.